# گورستان سید ابراهیم
گورستان سید ابراهیم مربوط به هزاره دوم و اول قبل از میلاد است و در شهرستان سیاهکل، بخش دیلمان، دهستان دیلمان، روستای رزدره واقع شده و این اثر در تاریخ ۱۲ دی ۱۳۸۶ با شمارهٔ ثبت ۲۰۴۴۹ به‌عنوان یکی از آثار ملی ایران به ثبت رسیده‌است.